# Giải của Hiệp hội phê bình phim Los Angeles cho đạo diễn xuất sắc nhất
Giải của Hiệp hội phê bình phim Los Angeles cho đạo diễn xuất sắc nhất là một giải của Hiệp hội phê bình phim Los Angeles dành cho đạo diễn của một phim, được bầu chọn là xuất sắc nhất trong năm.

## Các người đoạt giải

### Thập niên 1970
| Năm  | Đạo diễn       | Phim              |
| ---- | -------------- | ----------------- |
| 1975 | Sidney Lumet   | Dog Day Afternoon |
| 1976 | Sidney Lumet   | Network           |
| 1977 | Herbert Ross   | The Turning Point |
| 1978 | Michael Cimino | The Deer Hunter   |
| 1979 | Robert Benton  | Kramer vs. Kramer |

### Thập niên 1980
| Năm  | Đạo diễn         | Phim                       |
| ---- | ---------------- | -------------------------- |
| 1980 | Roman Polanski   | Tess                       |
| 1981 | Warren Beatty    | Reds                       |
| 1982 | Steven Spielberg | E.T. the Extra-Terrestrial |
| 1983 | James L. Brooks  | Terms of Endearment        |
| 1984 | Miloš Forman     | Amadeus                    |
| 1985 | Terry Gilliam    | Brazil                     |
| 1986 | David Lynch      | Blue Velvet                |
| 1987 | John Boorman     | Hope and Glory             |
| 1988 | David Cronenberg | Dead Ringers               |
| 1989 | Spike Lee        | Do the Right Thing         |

### Thập niên 1990
| Năm  | Đạo diễn          | Phim                |
| ---- | ----------------- | ------------------- |
| 1990 | Martin Scorsese   | GoodFellas          |
| 1991 | Barry Levinson    | Bugsy               |
| 1992 | Clint Eastwood    | Unforgiven          |
| 1993 | Jane Campion      | The Piano           |
| 1994 | Quentin Tarantino | Pulp Fiction        |
| 1995 | Mike Figgis       | Leaving Las Vegas   |
| 1996 | Mike Leigh        | Secrets & Lies      |
| 1997 | Curtis Hanson     | L.A. Confidential   |
| 1998 | Steven Spielberg  | Saving Private Ryan |
| 1999 | Sam Mendes        | American Beauty     |

### Thập niên 2000
| Năm  | Đạo diễn             | Phim                                          |
| ---- | -------------------- | --------------------------------------------- |
| 2000 | Steven Soderbergh    | Erin Brockovich                               |
| 2000 | Steven Soderbergh    | Traffic                                       |
| 2001 | David Lynch          | Mulholland Drive                              |
| 2002 | Pedro Almodóvar      | Talk to Her (Hable con ella)                  |
| 2003 | Peter Jackson        | The Lord of the Rings: The Return of the King |
| 2004 | Alexander Payne      | Sideways                                      |
| 2005 | Ang Lee              | Brokeback Mountain                            |
| 2006 | Paul Greengrass      | United 93                                     |
| 2007 | Paul Thomas Anderson | There Will Be Blood                           |
| 2008 | Danny Boyle          | Slumdog Millionaire                           |